# Joseph-Adolphe Chapleau
Joseph-Adolphe Chapleau, né le 9 novembre 1840 à Sainte-Thérèse et mort le 13 juin 1898 à Montréal, est un avocat et homme politique québécois. Il est premier ministre du Québec de 1879 à 1882 et lieutenant-gouverneur du Québec de 1892 à 1898.

## Biographie

### Ses débuts
Fils de Pierre Chapleau, tailleur de pierre, et de Zoé Sigouin, Joseph-Adolphe Chapleau naît à Sainte-Thérèse-de-Blainville le 9 novembre 1840. Il est l'aîné de sept enfants. La famille déménage à Terrebonne alors qu'Adolphe est toujours enfant. Le 25 novembre 1874, Chapleau épouse Marie-Louise King, à Sherbrooke. Le couple n’aura pas d’enfant.

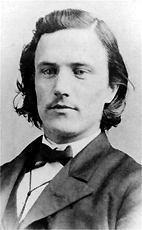
Le jeune Joseph-Adolphe Chapleau.

La seigneuresse de Masson, Marie-Geneviève-Sophie Raymond, devenue veuve récemment, annonce bientôt son intention de payer les études de deux élèves, les plus méritants de sa seigneurie. Il s'agit de Joseph-Adolphe Chapleau et de Louis Riel. Chapleau commence des études de rhétorique au Collège de Terrebonne où il développe des dons certains d'orateur. En 1851, il entre au Séminaire de Saint-Hyacinthe, où il remporte les premiers prix en philosophie. Il y développe le goût pour la profession d'avocat car il prend l'habitude de défendre les élèves devant la cour de justice du séminaire.
Chapleau arrive à Montréal où il étudie le droit chez Ouimet, Morin et Marchand. Admis au barreau du Bas-Canada le 2 décembre 1861, il entre comme avocat au même bureau où il a fait son stage. Gédéon Ouimet, futur premier ministre du Québec, devient alors son mentor. Grâce à lui, il développe des amitiés avec plusieurs figures importantes du Parti conservateur dont il finit par épouser la cause. Cependant, ses idées modérées feront qu'il tentera souvent plusieurs rapprochements avec les modérés du Parti libéral, ce qui lui attirera l'inimitié de l'aile ultramontaine conservatrice.
En attendant la politique, Chapleau se spécialise dans les causes criminelles où ses dons d'éloquence font merveille, puisqu'il remporte 21 causes sur 22 dans les procès impliquant des accusés susceptibles d'être condamnés à mort. De 1878 à 1885, il est professeur de droit criminel à l'Université Laval de Montréal. De 1885 à 1898, il est professeur titulaire de droit international.

### Député de Terrebonne
À 19 ans, Chapleau, qui s'intéresse de plus en plus à la politique, commence à participer aux assemblées contradictoires en tant que membre du Parti conservateur. Il s'y fait vite remarquer dans l'art de l'éloquence. Plus tard, il fonde, avec son ami Louis-Olivier David, le journal Le Colonisateur, dans lequel il émet ses idées. À la suite des conférences de Québec et de Charlottetown de 1864, il défend avec ardeur le projet de Confédération élaboré par John A. Macdonald et George-Étienne Cartier.
La Confédération canadienne entre en vigueur le 1er juillet 1867 et des élections fédérales et provinciales sont aussitôt organisées pour le mois de septembre. Chapleau veut se présenter candidat conservateur au provincial dans le district de Terrebonne mais, en fonction du double mandat alors en vigueur, Louis-François-Rodrigue Masson, fils de la seigneuresse de Masson, désire représenter le même district au fédéral et au provincial. Masson reçoit l'appui de G.-É. Cartier mais Gédéon Ouimet réussit à le persuader de ne se présenter qu'au fédéral. Chapleau est donc élu sans opposition député conservateur de Terrebonne au provincial.
Chapleau fait son premier discours à l'Assemblée législative du Québec à l'occasion de la réponse au discours du trône et y démontre qu'il est l'un des plus éloquents parmi la députation. Il y fait l'éloge de la nouvelle constitution et termine son discours ainsi : « Nous sommes au berceau d'une Constitution nouvelle. Autour d'un berceau, les passions se taisent, les divisions disparaissent pour faire place à des sentiments d'amour, à des projets de gloire et d'avenir ».
Le premier premier ministre du Québec, Pierre-Joseph-Olivier Chauveau, déclenche de nouvelles élections en 1871 et Chapleau remporte de nouveau brillamment le district de Terrebonne. Dans l'opposition, le nouveau député libéral d'Arthabaska, Wilfrid Laurier, réclame l'abolition du double mandat. Au contraire des autres conservateurs, pour le moment hostiles au projet, Chapleau se déclare pour. Il faut dire que la menace de Masson de se présenter au provincial dans Terrebonne est toujours présente.

### Ministre
En février 1873, Gédéon Ouimet succède à Pierre Chauveau comme premier ministre du Québec. Il fait aussitôt entrer son ami Chapleau dans son cabinet en tant que solliciteur général. Comme la loi l'oblige à cette époque, Chapleau doit alors se représenter à une élection partielle où il est réélu le 12 mars 1873.
Le nouveau ministre fait alors connaissance avec deux personnalités qui hanteront les couloirs de son futur gouvernement. L'une est le journaliste Arthur Dansereau, rédacteur en chef de La Minerve, qui exerce déjà une influence certaine dans les décisions du gouvernement Ouimet. L'autre est l'homme d'affaires Louis-Adélard Senécal, qui s'est taillé une réputation de financier sans scrupule au cours des dernières années.
Accusé de spéculation frauduleuse dans l'affaire des Tanneries, le gouvernement Ouimet doit démissionner en septembre 1874. Chapleau a été impliqué dans le scandale et le nouveau premier ministre, Charles-Eugène Boucher de Boucherville, refuse de le faire entrer dans son cabinet. Chapleau doit défendre sa réputation devant une commission d'enquête. En attendant sa mise en place, à l'automne 1874, il accepte de défendre l'ancien Métis rebelle, Ambroise Lépine, impliqué dans la crise manitobaine de 1870. La partialité du juré fait cependant qu'il perd son procès.
La Cour supérieure lave le gouvernement Ouimet de tout soupçon en 1875. La transaction des Tanneries était bel et bien légale. De Boucherville décide de réintégrer Chapleau dans son cabinet. Il devient Secrétaire de la province en janvier 1876. Cependant, en 1878, le lieutenant-gouverneur Luc Letellier de Saint-Just destitue le cabinet De Boucherville et invite le chef libéral Henri-Gustave Joly de Lotbinière à former le nouveau gouvernement dans un geste plus ou moins légal. Au cours des mois suivants, Chapleau agit comme chef de l'opposition officielle à l'Assemblée législative (puisque De Boucherville siège au Conseil législatif et non à l'Assemblée législative) et il devient le chef plus ou moins officiel du Parti conservateur. Ses attaques contre le gouvernement libéral minoritaire se font de plus en plus agressives dans les semaines suivantes. En 1879, le premier ministre canadien Macdonald révoque Letellier de Saint-Just. Le gouvernement Joly se fait refuser les crédits par le Conseil législatif, à majorité conservatrice. Le premier ministre Joly démissionne à l'automne. Le 31 octobre 1879, le nouveau lieutenant-gouverneur, Théodore Robitaille, demande à Joseph-Adolphe Chapleau de former un nouveau gouvernement.

### Premier ministre
Lorsque Chapleau devient premier ministre, son parti n'est pas vraiment unifié derrière lui car l'aile ultramontaine se méfie de cet homme qui ne semble pas vouloir baisser pavillon devant certaines directives du clergé. De plus, on le soupçonne de vouloir organiser un gouvernement occulte avec Arthur Dansereau et Louis-Adélard Senécal. Celui-ci est d'ailleurs nommé à la tête du Chemin de fer de la Rive-Nord (Le Québec, Montréal, Ottawa et Occidental), qui deviendra la pomme de discorde du Parti conservateur. Chapleau est également suspecté par les ultramontains de vouloir former une coalition avec les libéraux d'Honoré Mercier, qui est à la veille de devenir chef du Parti libéral. D'ailleurs, il y a bel et bien des négociations mais elles se terminent en queue de poisson lorsque certains journaux commencent à les dénoncer.
Les objectifs premiers du gouvernement Chapleau sont la finalisation de la construction du chemin de fer de la Rive-Nord, ainsi que le développement de l'agriculture, de la colonisation et de l'industrie minière. Le curé Antoine Labelle est un ami du premier ministre et les deux hommes encouragent fortement la colonisation dans les Laurentides.
En 1880, des négociations ont lieu en Europe avec des capitalistes français et les deux parties créent le Crédit foncier franco-canadien dont le but est de subventionner les cultivateurs, les gouvernements et les institutions sérieuses qui le demandent. Il s'agit de la première collaboration économique entre le Québec et la France depuis le traité de Paris de 1763. Cependant, au printemps 1881, un article de L'Électeur accuse Chapleau d'avoir reçu indûment 14 000 $ lors de la création de cette institution, ce qui ne sera cependant jamais prouvé.
La même année, l'évêque de Trois-Rivières, Louis-François Laflèche, demande à Chapleau de reconnaître que l'État est subordonné à l'Église, ce que celui-ci se refuse à faire. Cette réponse lui met définitivement les ultramontains à dos.
À l'été 1881, Chapleau se rend en France afin d'intéresser les hommes d'affaires de ce pays à venir investir au Québec. Il est le premier premier ministre du Québec à effectuer cette entreprise. Il revient au Canada sur le même bateau que le premier ministre canadien John A. Macdonald, qui effectuait également un voyage en Europe. Il semble que ce soit au cours de ce voyage que Macdonald l'ait persuadé de le rejoindre à Ottawa.
À l'automne, Chapleau déclenche des élections générales. Elles sont risquées car, depuis un an, les accusations de corruption n'ont cessé de pleuvoir sur lui ainsi que sur Senécal. De plus, il n'est pas sûr que les ultramontains l'appuient. Cependant, ceux-ci prèfèrent travailler à le faire réélire plutôt que de voir les libéraux de Mercier prendre le pouvoir. Le 2 décembre 1881, le Parti conservateur remporte sa plus grande victoire, avec 53 députés élus sur une possibilité de 65.
Au début de 1882, le gouvernement Chapleau règle le problème du chemin de Fer de la Rive-Nord. La section ouest (Ottawa-Montréal) est vendue au Canadien Pacifique tandis que la section est (Montréal-Québec) est achetée par un syndicat ayant Senécal à sa tête. De nouveau, les ultramontains contestent cette décision, tandis que deux ministres, Joseph Gibb Robertson et John Jones Ross, préfèrent démissionner plutôt que de l'entériner.
Au printemps 1882, Chapleau prépare son entrée sur la scène fédérale. Lors de l'élections fédérales canadiennes de 1882, il aide Macdonald dans sa campagne électorale au Québec. Chapleau démissionne finalement le 31 juillet 1882. Un ministre de Macdonald, Joseph-Alfred Mousseau, passe à la scène provinciale et succède à Chapleau en tant que premier ministre.

### Ministre fédéral

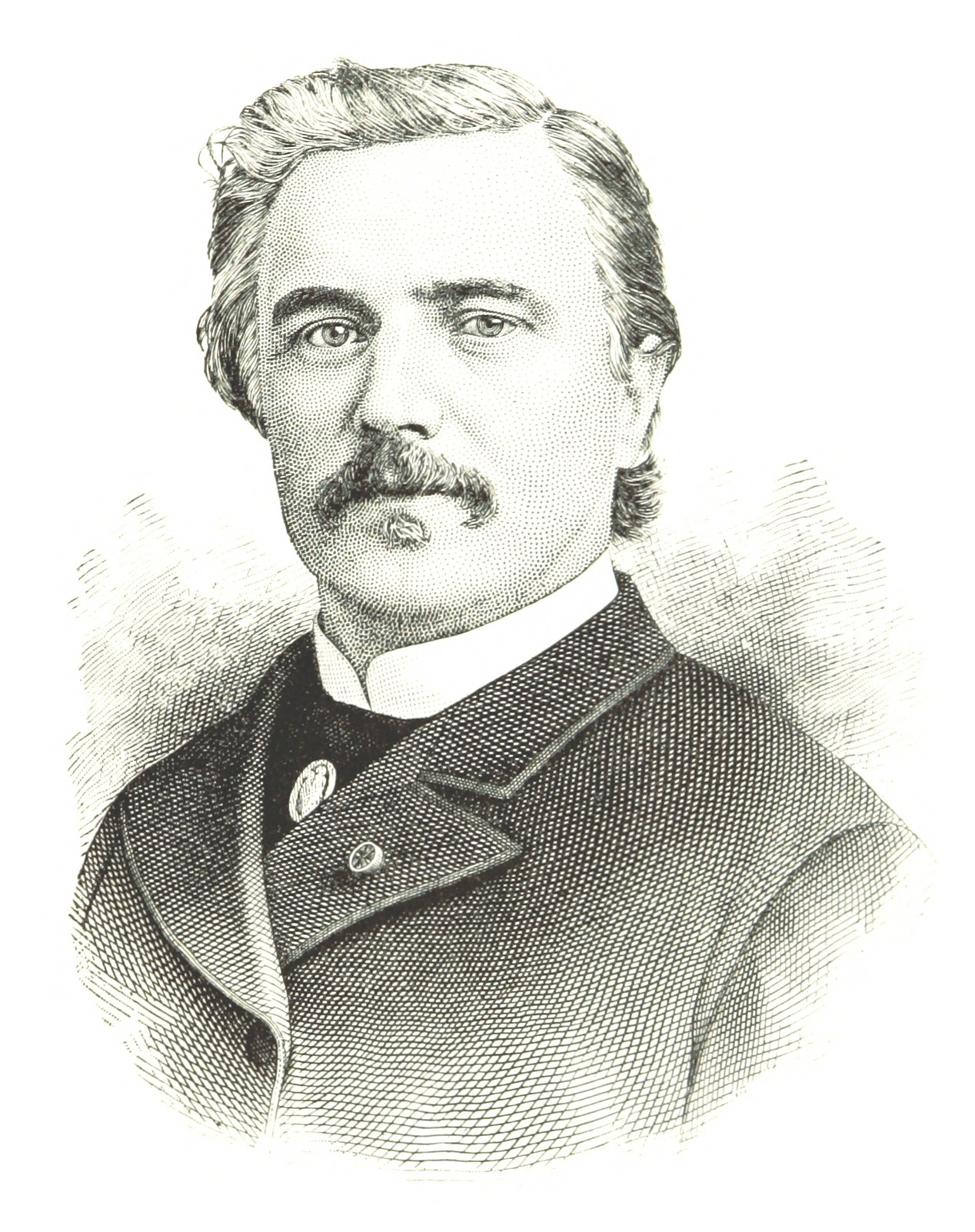
Chapleau en 1882.

Après sa démission, Chapleau se rend en Europe tenter de guérir une bronchite aiguë qu'il a attrapé il y a quelques mois et qui ne guérira jamais complètement car elle finira par l'emporter. Puis, il se présente comme député de Terrebonne au fédéral où il est facilement élu. En mai 1883, il devient secrétaire d'État dans le cabinet Macdonald, poste plus ou moins honorifique qui consiste à avoir la garde des documents gouvernementaux. Chapleau sortira amer et déçu de son expérience fédérale. Macdonald lui avait promis qu'il serait son lieutenant québécois, poste qui est déjà confié à Hector-Louis Langevin, qui n'entend pas s'en désister. Au cours des années suivantes, Chapleau comprendra qu'il s'est fait avoir par Macdonald qui voulait le garder à Ottawa afin de le neutraliser du point de vue politique. Le personnage était moins malléable que Langevin et, de ce fait, le rapprochait plus de la personnalité de Georges-Étienne Cartier.
En 1884, Chapleau parvient cependant à prouver qu'il peut encore être efficace. Le premier ministre Mousseau, qui s'est mis à dos les instances du Parti conservateur, ne veut pas démissionner. Langevin est incapable de le faire changer d'avis. Macdonald confie finalement la mission à Chapleau. Celui-ci convainc Mousseau de s'en aller et choisit John Jones Ross pour lui succéder car il le croit capable de représenter toutes les tendances du Parti conservateur.
En 1885, Chapleau, en tant que ministre canadien-français, est invité à démissionner afin de protester contre la condamnation à mort de Louis Riel. Mercier se dit même prêt à lui céder la direction du Parti national s'il consent à le faire. Joseph-Israël Tarte, Arthur Dansereau et Alexandre Lacoste vont le voir un soir pour tenter de le convaincre. Après mûre réflexion, Chapleau décide de rester en place car il croit qu'un cabinet fédéral sans Canadien-français à l'intérieur minera l'unité canadienne et la position des francophones à l'intérieur du pays. Il ne peut en effet concevoir le nationalisme canadien-français sans la Confédération.
Cette décision lui attire l'inimitié d'une bonne partie de la population québécoise qui le traite de traître. Il tente de s'expliquer lors d'une assemblée à Saint-Jérôme, mais la foule veut s'en prendre à lui et il est obligé d'évacuer l'estrade. Chapleau sort de cette histoire avec un capital politique largement diminué. Lors de l'élection fédérale de 1887, les conservateurs de Macdonald remportent la victoire mais avec une majorité entamée.
Chapleau devient ministre des Douanes dans le gouvernement de John Abbott mais refuse d'entrer dans celui de John Thompson. Thompson fait nommer Chapleau au poste de lieutenant-gouverneur du Québec en décembre 1892.

### Lieutenant-gouverneur
Chapleau arrive à Québec dans un contexte assez turbulent. Mercier a dû démissionner à la suite du scandale de la Baie des Chaleurs et son successeur, Charles-Eugène Boucher de Boucherville, refuse de travailler avec le nouveau lieutenant-gouverneur. Il donne d'ailleurs sa démission quelques jours après l'arrivée de Chapleau à Spencer Wood. Louis-Olivier Taillon lui succède à la tête du Québec.
Au cours des années suivantes, Chapleau se réconcilie avec Mercier, malade lui-aussi, et voit sombrer avec désolation le Parti conservateur. Il met de plus en plus son espoir en Wilfrid Laurier, chef du Parti libéral fédéral, pour refaire l'unité de la fédération. Directeur politique de La Presse, il y tient une chronique politique. La victoire de Laurier en 1896 met fin à sa carrière puisque le nouveau premier ministre ne renouvelle pas son mandat qui prend fin le 20 janvier 1898. Il meurt à Montréal le 13 juin de la même année et est enterré au cimetière Notre-Dame-des-Neiges.

## Généalogie

Registres de l'état civil du Québec.
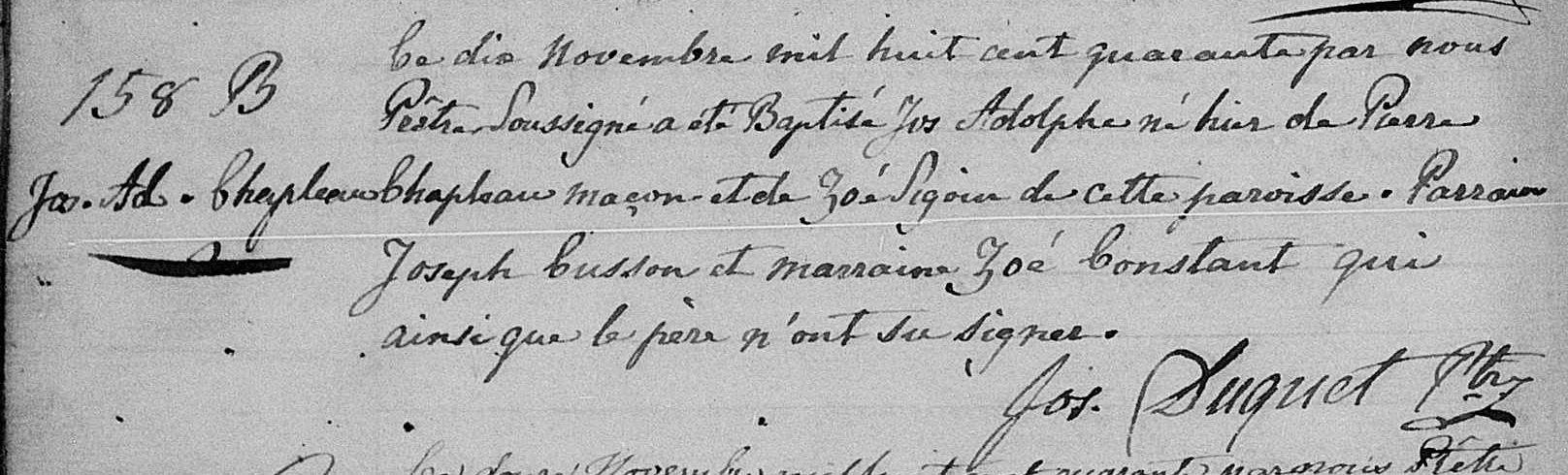
Acte de baptême de Joseph Adolphe Chapleau. 10 novembre 1840. Paroisse Sainte-Thérèse-de-Blainville de la ville de Sainte-Thérèse.
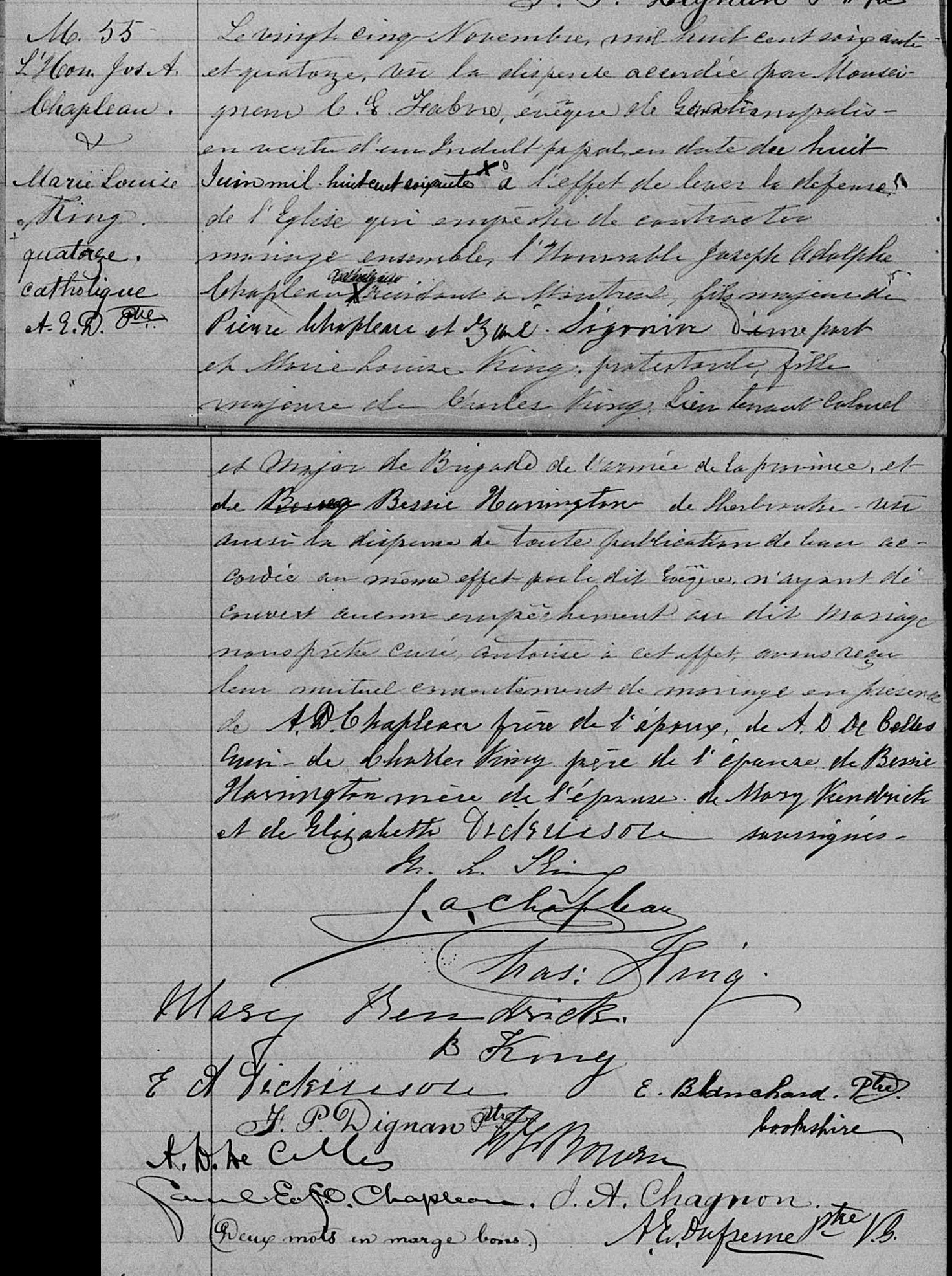
Acte de mariage entre Joseph Adolphe Chapleau et Marie Louise King. 25 novembre 1874. Paroisse Saint-Michel-de-Sherbrooke de la ville de Sherbrooke.
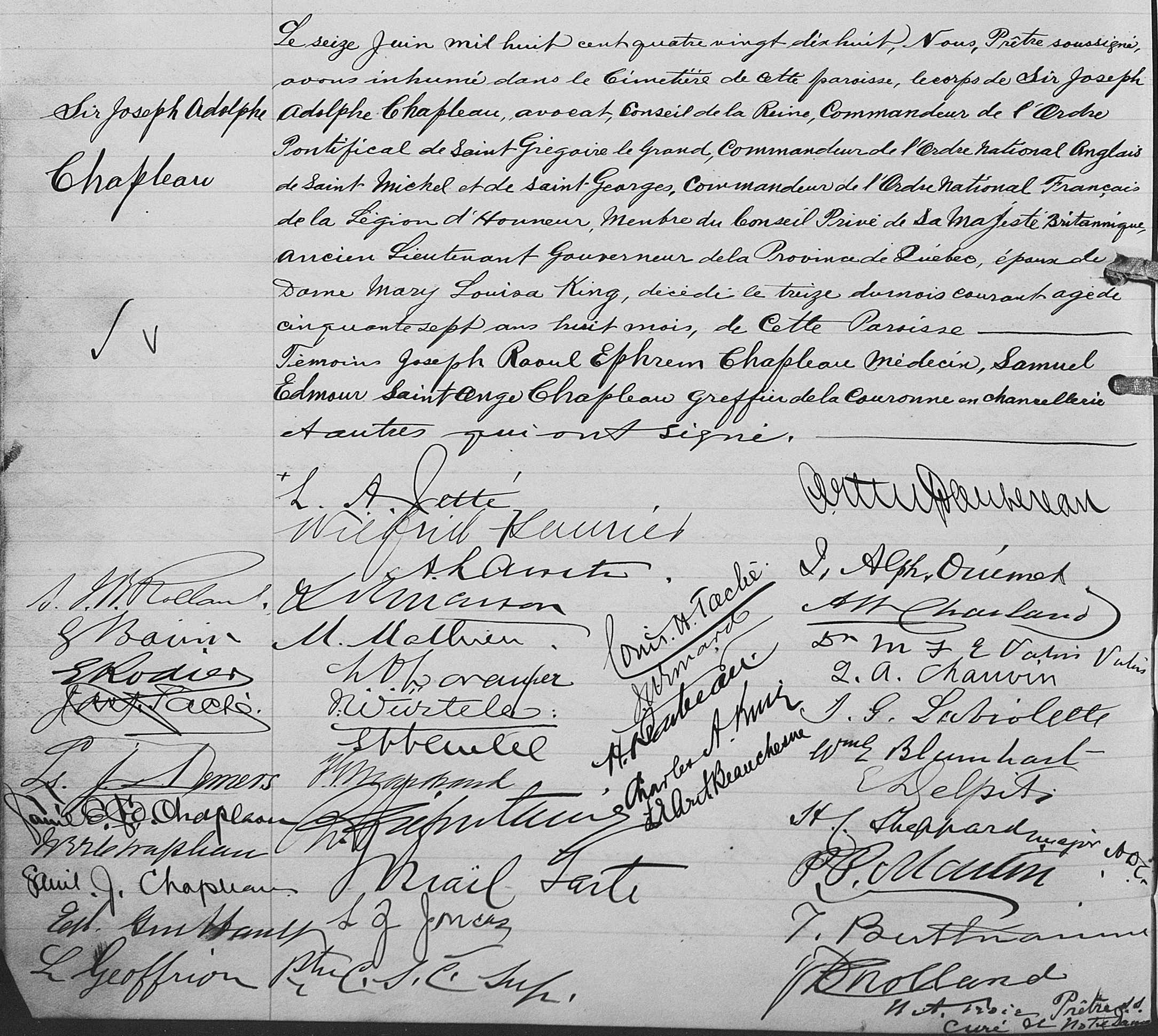
Acte de sépulture de Joseph Adolphe Chapleau. 16 juin 1898. Paroisse Notre-Dame de la ville de Montréal.

## Héraldique
| Toujours pour elle |
| ------------------ |

| L'écu de Joseph-Adolphe Chapleau se blasonne ainsi : D’argent à la fasce d’azur accompagnée de deux burelles du même et de trois têtes de lion arrachées de gueules, dentées et lampassées d’or; brochant sur le tout en cœur un écusson du Québec ancien (1868-1939), qui est : d’or à la fasce de gueules chargé d’un léopard d’or armé et lampassé d’azur, accompagné au chef de deux fleur de lis d’azur et à la pointe de une branche d’érable à sucre à triple feuille de sinople, aux nervures du champ. |

## Hommages et distinctions

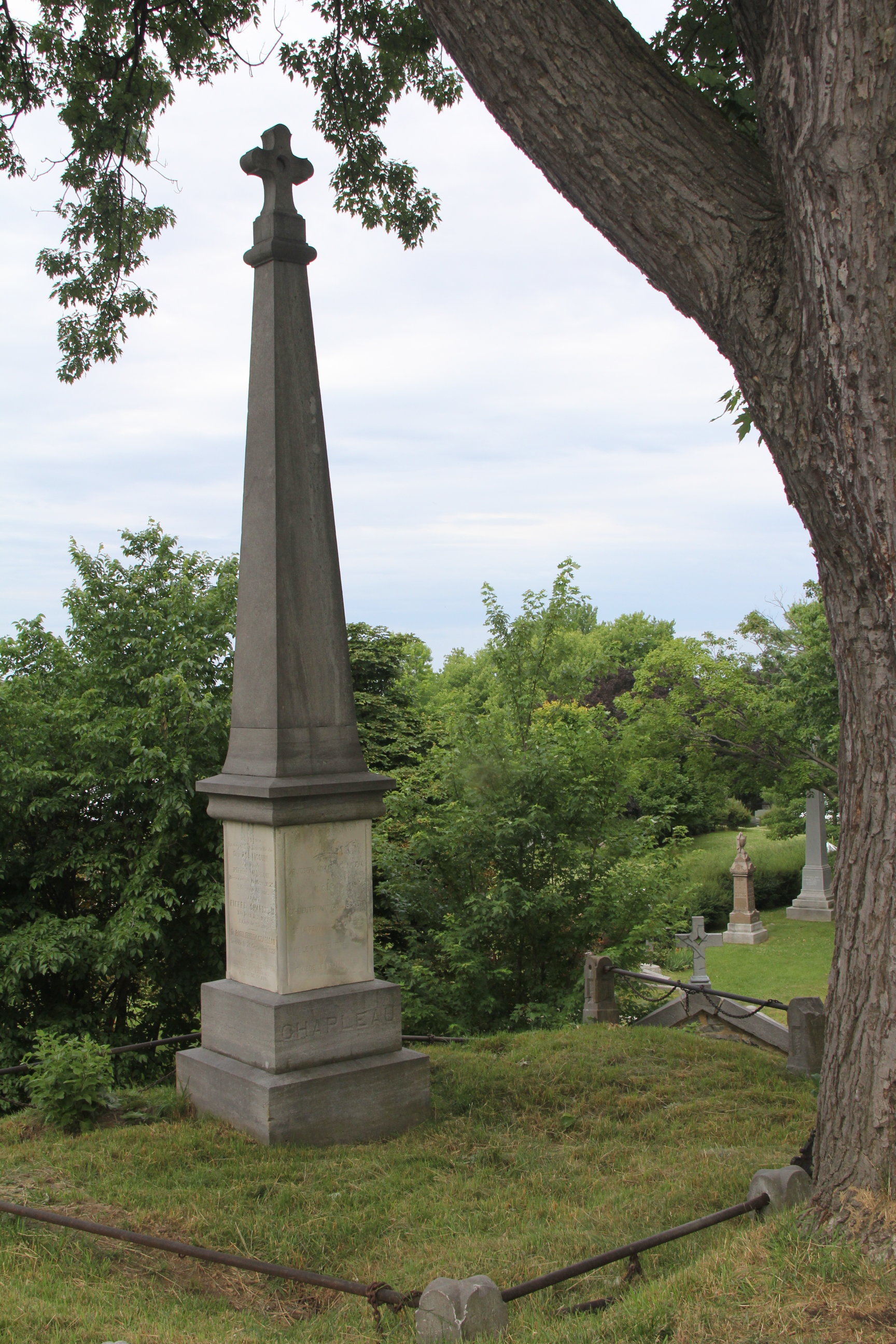
Monument funéraire de Chapleau au cimetière Notre-Dame-des-Neiges.

### Ordres
- Commandeur de l'ordre de Saint-Grégoire-le-Grand (1881)
- Commandeur de la Légion d'honneur (1882)
- Chevalier commandeur de l'ordre de Saint-Michel et Saint-Georges (1896)

### Toponymie
- Chapleau, ville de l'Ontario peuplée par une importante communauté franco-ontarienne, qui a reçu sa dénomination en son honneur.
- Baie-Comeau, Saint-Hyacinthe, une avenue en hommage à son nom.
- Gatineau, une circonscription électorale dans cette ville.
- Laurentides, un barrage présent dans la région.
- La Minerve, un lac dans cette municipalité.
- Québec, qui a deux rues à son honneur, une sous le nom de rue Adolphe-Chapleau et une autre sous le toponyme rue Sir Adolphe-Chapleau.
- Rivière-Rouge, un chemin.
- Sainte-Thérèse, une école, un boulevard et un parc.
- Trois-Rivières, une place dans cette ville.
- Repentigny, Trois-Rivières, Granby, Drummondville, Mont-Saint-Hilaire, Saint-Bruno-de-Montarville, La Tuque, Bois-des-Filion, Sainte-Thérèse et plusieurs autres municipalités, un hommage par une rue.

## Résultats électoraux fédéraux

### Résultats électoraux de Joseph-Adolphe Chapleau
À venir.

## Résultats électoraux provinciaux

### Résultats électoraux de Joseph-Adolphe Chapleau
|       | Nom                     | Parti        | Nombre de voix    | %                 | Maj.              |
| ----- | ----------------------- | ------------ | ----------------- | ----------------- | ----------------- |
|       | Joseph-Adolphe Chapleau | Conservateur | (sans opposition) | (sans opposition) | (sans opposition) |
| Total | Total                   | Total        | -                 | -                 |                   |

|       | Nom                               | Parti        | Nombre de voix    | %                 | Maj.              |
| ----- | --------------------------------- | ------------ | ----------------- | ----------------- | ----------------- |
|       | Joseph-Adolphe Chapleau (sortant) | Conservateur | (sans opposition) | (sans opposition) | (sans opposition) |
| Total | Total                             | Total        | -                 | -                 |                   |

|       | Nom                               | Parti        | Nombre de voix    | %                 | Maj.              |
| ----- | --------------------------------- | ------------ | ----------------- | ----------------- | ----------------- |
|       | Joseph-Adolphe Chapleau (sortant) | Conservateur | (sans opposition) | (sans opposition) | (sans opposition) |
| Total | Total                             | Total        | -                 | -                 |                   |

|       | Nom                               | Parti        | Nombre de voix | %      | Maj. |
| ----- | --------------------------------- | ------------ | -------------- | ------ | ---- |
|       | Joseph-Adolphe Chapleau (sortant) | Conservateur | 1 316          | 64,8 % | 600  |
|       | J.-A. Duchesneau                  | Libéral      | 716            | 35,2 % | -    |
| Total | Total                             | Total        | 2 032          | 100 %  |      |

|       | Nom                               | Parti        | Nombre de voix    | %                 | Maj.              |
| ----- | --------------------------------- | ------------ | ----------------- | ----------------- | ----------------- |
|       | Joseph-Adolphe Chapleau (sortant) | Conservateur | (sans opposition) | (sans opposition) | (sans opposition) |
| Total | Total                             | Total        | -                 | -                 |                   |

|       | Nom                               | Parti        | Nombre de voix | %      | Maj. |
| ----- | --------------------------------- | ------------ | -------------- | ------ | ---- |
|       | Joseph-Adolphe Chapleau (sortant) | Conservateur | 1 355          | 54,4 % | 220  |
|       | Jules-É. Prévost                  | Libéral      | 1 135          | 45,6 % | -    |
| Total | Total                             | Total        | 2 490          | 100 %  |      |

|       | Nom                               | Parti        | Nombre de voix    | %                 | Maj.              |
| ----- | --------------------------------- | ------------ | ----------------- | ----------------- | ----------------- |
|       | Joseph-Adolphe Chapleau (sortant) | Conservateur | (sans opposition) | (sans opposition) | (sans opposition) |
| Total | Total                             | Total        | -                 | -                 |                   |

|       | Nom                               | Parti        | Nombre de voix    | %                 | Maj.              |
| ----- | --------------------------------- | ------------ | ----------------- | ----------------- | ----------------- |
|       | Joseph-Adolphe Chapleau (sortant) | Conservateur | (sans opposition) | (sans opposition) | (sans opposition) |
| Total | Total                             | Total        | -                 | -                 |                   |

### Résultats électoraux du Parti conservateur du Québec sous Chapleau
| Partis | Partis                   | Chef                             | Candidats | Sièges | Sièges | Voix    | Voix   | Voix   |
| Partis | Partis                   | Chef                             | Candidats | 1875   | Élus   | Nb      | %      | +/-    |
| --- | ------------------------ | -------------------------------- | --------- | ------ | ------ | ------- | ------ | ------ |
| | Conservateur             | Joseph-Adolphe Chapleau          | 61        | 43     | 32     | 68 035  | 49,5 % | -1,5 % |
| | Libéral                  | Henri-Gustave Joly de Lotbinière | 58        | 19     | 31     | 65 285  | 47,5 % | +8,7 % |
| | Conservateur indépendant | Conservateur indépendant         | 10        | 3      | 2      | 4 156   | 3 %    | -6,7 % |
| Total | Total                    | Total                            | 129       | 65     | 65     | 137 476 | 100 %  |        |
| Le taux de participation lors de l'élection était de 68,1 % et 1 764 bulletins ont été rejetés. Il y avait 215 815 personnes inscrites sur la liste électorale pour l'élection, toutefois seules 204 429 personnes avaient plus d'un candidat dans leur district. |                          |                                  |           |        |        |         |        |        |

| Partis | Partis                   | Chef                             | Candidats | Sièges | Sièges | Voix   | Voix   | Voix    |
| Partis | Partis                   | Chef                             | Candidats | 1878   | Élus   | Nb     | %      | +/-     |
| --- | ------------------------ | -------------------------------- | --------- | ------ | ------ | ------ | ------ | ------- |
| | Conservateur             | Joseph-Adolphe Chapleau          | 57        | 32     | 49     | 49 152 | 50,4 % | +0,89 % |
| | Libéral                  | Henri-Gustave Joly de Lotbinière | 45        | 31     | 15     | 38 020 | 39 %   | -8,52 % |
| | Conservateur indépendant | Conservateur indépendant         | 11        | 2      | 1      | 8 796  | 9 %    | +6,00 % |
| | Libéral indépendant      | Libéral indépendant              | 3         | -      | -      | 1 557  | 1,6 %  | -       |
| | Indépendant              | Indépendant                      | 1         | -      | -      | 34     | 0 %    | -       |
| Total | Total                    | Total                            | 117       | 65     | 65     | 97 559 | 100 %  |         |
| Le taux de participation lors de l'élection était de 60,4 % et 1 949 bulletins ont été rejetés. Il y avait 223 221 personnes inscrites sur la liste électorale pour l'élection, toutefois seules 164 693 personnes avaient plus d'un candidat dans leur district. |                          |                                  |           |        |        |        |        |         |